# تسرونی برگ (لسکوواتس)
تسرونی برگ (به صربی: Crveni Breg) یک منطقهٔ مسکونی در صربستان است که در لسکواس واقع شده‌است. تسرونی برگ ۳۰ نفر جمعیت دارد.